# Megaselia minutior
Megaselia minutior är en tvåvingeart som beskrevs av Borgmeier 1966. Megaselia minutior ingår i släktet Megaselia och familjen puckelflugor.
Artens utbredningsområde är Utah. Inga underarter finns listade i Catalogue of Life.